# بروستر (ماساچوست)
بروستر(به انگلیسی: Brewster) شهرکی در شهرستان بارنستبل ایالت ماساچوست می‌باشد که در سال ۱۸۰۳ بنیان‌گذاری شده‌است. این شهرک در سرشماری سال ۲۰۱۰ میلادی، ۹٬۸۲۰ نفر جمعیت داشته‌است.